# Kristineberg (Malmö)
Kristineberg est une localité suédoise de la banlieue de Malmö. Elle est principalement résidentielle mais on y trouve quelques industries le long de la voie ferrée.

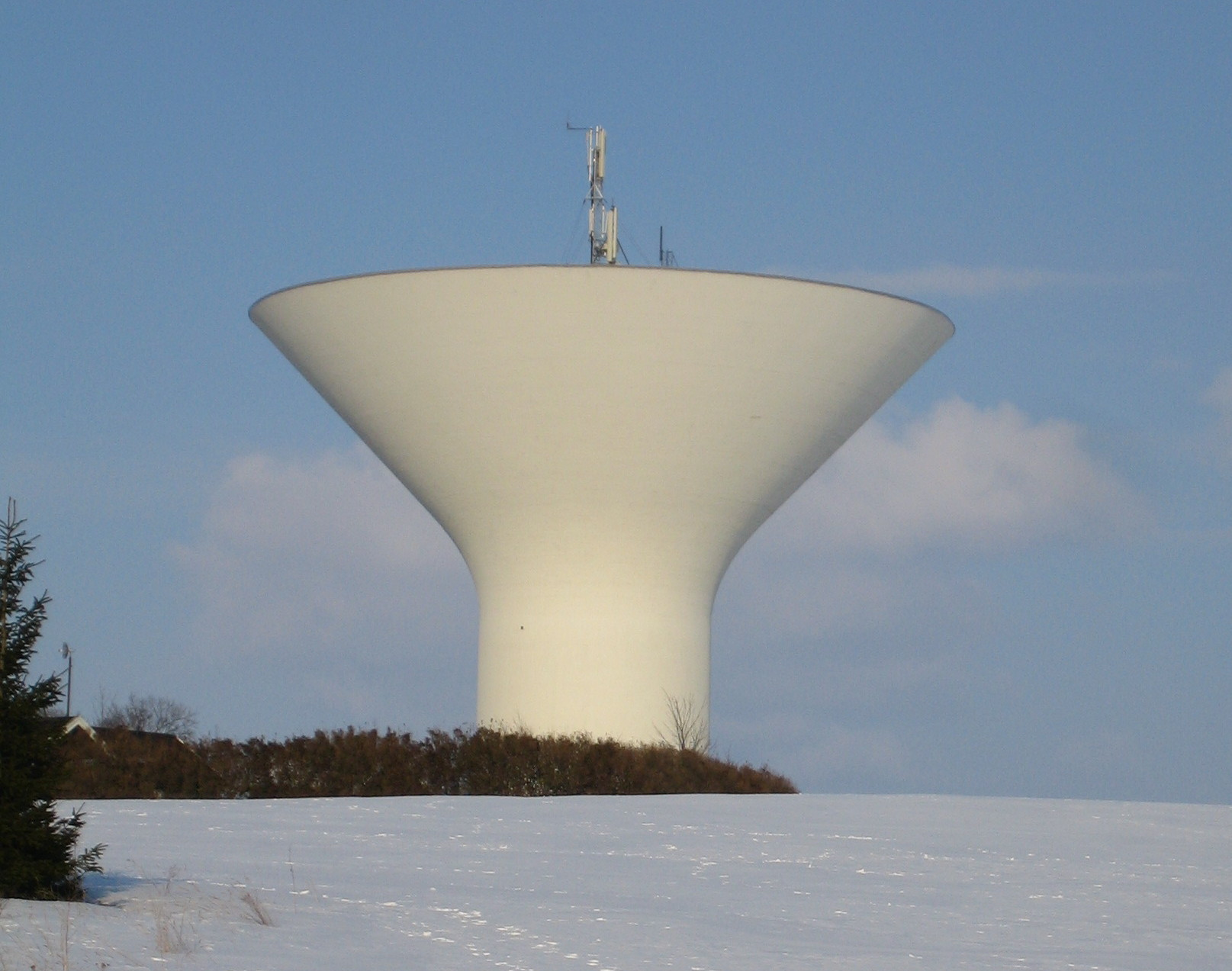
Château d'eau à Kristineberg